# Crew Dragon Endurance
Crew Dragon Endurance (Dragon C210) es una nave espacial Crew Dragon fabricada por SpaceX y construida bajo el Programa de Tripulación Comercial de la NASA. El 11 de noviembre de 2021 se lanzó para transportar astronautas a la Estación Espacial Internacional como parte de la misión SpaceX Crew-3, que pasó a formar parte de la Expedición 66 de la ISS.

## Historia
El 7 de octubre de 2021, se anunció que Dragon C210 se llamará Endurance. El astronauta Raja Chari dijo que el nombre honra a los equipos de SpaceX y NASA que construyeron la nave espacial y entrenaron a los astronautas que la volarán. Esos trabajadores soportaron una pandemia. El nombre también hace honor al Endurance, el barco utilizado por la Expedición Imperial Transantártica de Shackleton. El buque de tres mástiles se hundió en 1915 después de ser atrapado en el hielo antes de llegar a la Antártida.

## Vuelos
| Misión        | Parche | Fecha de lanzamiento (UTC)         | Fecha de aterrizaje (UTC)      | Tripulación                                                                  | Duración                       | Observaciones                                                                                          | Resultado         |
| ------------- | ------ | ---------------------------------- | ------------------------------ | ---------------------------------------------------------------------------- | ------------------------------ | --- | ----------------- |
| Crew Dragon-3 |        | 11 de noviembre de 2021, 02:03 UTC | 6 de mayo de 2022.             | - Raja Chari - Thomas Marshburn - Kayla Barron - Matthias Maurer             | 176 días, 2 horas y 40 minutos | Misión de larga duración a la ISS. Transportó a cuatro miembros de la tripulación de la Expedición 66. | Éxito             |
| Crew Dragon-5 |        | 5 de octubre de 2022, 16:00:57 UTC | 12 de marzo de 2023, 02:02 UTC | - Nicole Aunapu Mann - Josh A. Cassada - Koichi Wakata - Anna Kíkina         | 157 días, 10 horas y 1 minuto  | Misión de larga duración a la ISS. Transportó a cuatro miembros de la tripulación de la Expedición 68. | Éxito             |
| Crew Crew-7   |        | 26 de agosto de 2023, 07:27 UTC    | TBD                            | - Jasmin Moghbeli - Andreas Mogensen - Satoshi Furukawa - Konstantin Borisov |                                | Misión de larga duración a la ISS. Transportó a cuatro miembros de la tripulación de la Expedición 69. | Acoplada a la ISS |